# Creu dels Prats
La Creu dels Prats és una obra de Vilanova de Meià (Noguera) inclosa a l'Inventari del Patrimoni Arquitectònic de Catalunya.

## Descripció
La creu de terme gòtica es troba als afores del nucli de Vilanova de Meià, a l'indret conegut com el fossar, actualment el cementiri de la vila. Es tracta d'una creu amb cossos originals gòtics i d'altres d'actuals que està situada entre xiprers i pins al bell mig del cementiri, en una petita plaça o cruïlla.
Compta amb un peu de planta poligonal de 7 cares, de 50cm de diàmetre, sobre el qual s'assenta una primera peça amb decoració geomètrica. Al damunt hi ha el fust, d'aproximadament dos metres de llarg, realitzat amb materials moderns (formigó). Corona la creu un capitell amb mal estat de conservació on s'hi observen diferents figures humanes esculpides. Se n'observen fins a vuit, però el mal estat de conservació n'impedeix la descripció clara. Coronant l'element, s'observen les restes d'una creu de pedra que ha perdut per erosió els dos braços, tot i que es s'insinuen algunes decoracions acanalades de probable estructuració geomètrica.

## Història
Diu la tradició que els vilatans van construir la creu a la vora esquerra del camí que va de Vilanova a Santa Maria, a l'indret  conegut avui com el Tros de la Creu, on havien assassinat un sacerdot de l'església prioral de Santa Maria de Meià. Com a càstig per aquell sacrilegi, el Senyor enviava cada any per tota la Coma fortes tempestes amb trons, llamps i pedra, que destruïen les collites. Aquesta situació catastròfica va durar molts anys i els habitants de la Coma van arribar a un grau tan gran de pobresa i misèria que, fins i tot, havien determinat marxar de la terra i anar a viure en un altre lloc. Aconsellats per un frare molt sant de Poblet, van aixecar la creu, i les calamitats van cessar.
El 1892 la creu es traslladà al fossar del nou cementiri.